# 自由社会党

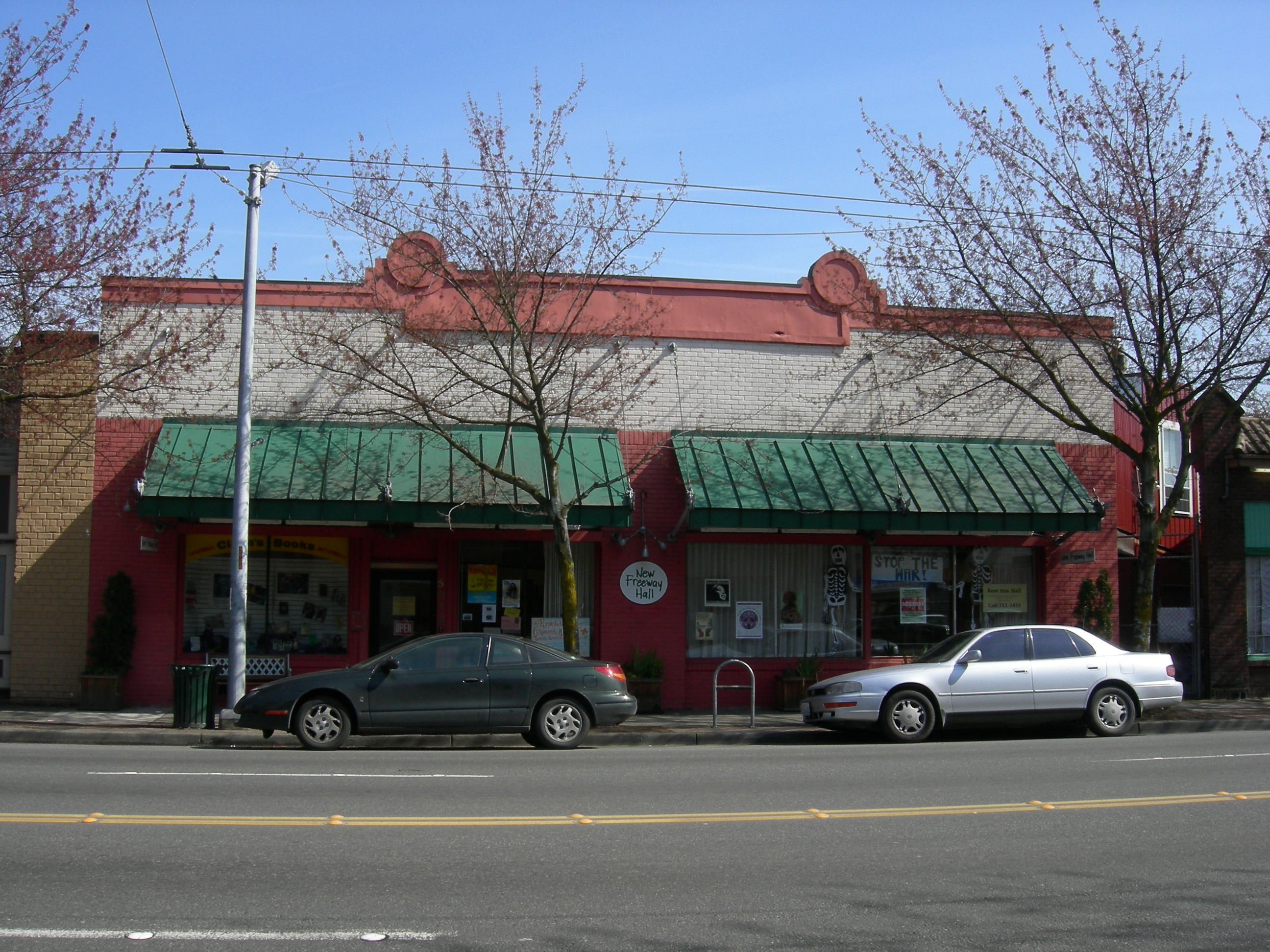
自由社会党的总部“新自由道路厅”，位于美国华盛顿州西雅图哥伦比亚城。

自由社会党（英語：Freedom Socialist Party，缩写为FSP）是美国的一个托洛茨基主义政党。该党成立于1966年，分裂自社会主义工人党。该党的意识形态是革命社会主义、托洛茨基主义、社会主义女权主义。该党的政治立场是极左翼。该党的全国书记是道格·巴恩斯。该党的总部位于西雅图。该党出版刊物《自由社会主义者》，每年发行六期。
该党在美国的一些城市里设有支部，在澳大利亚还有一个同情支部。